# Gudison Park
Gudison Park je nogometno igralište nogomentnog kluba NK Lasta, nalazi se unutar prigradskog naselja Gudovac.
Naziv igrališta je referenca imena stadiona engleskog premijer ligaša Evertona, Goodison Parka.